# 尼康F6

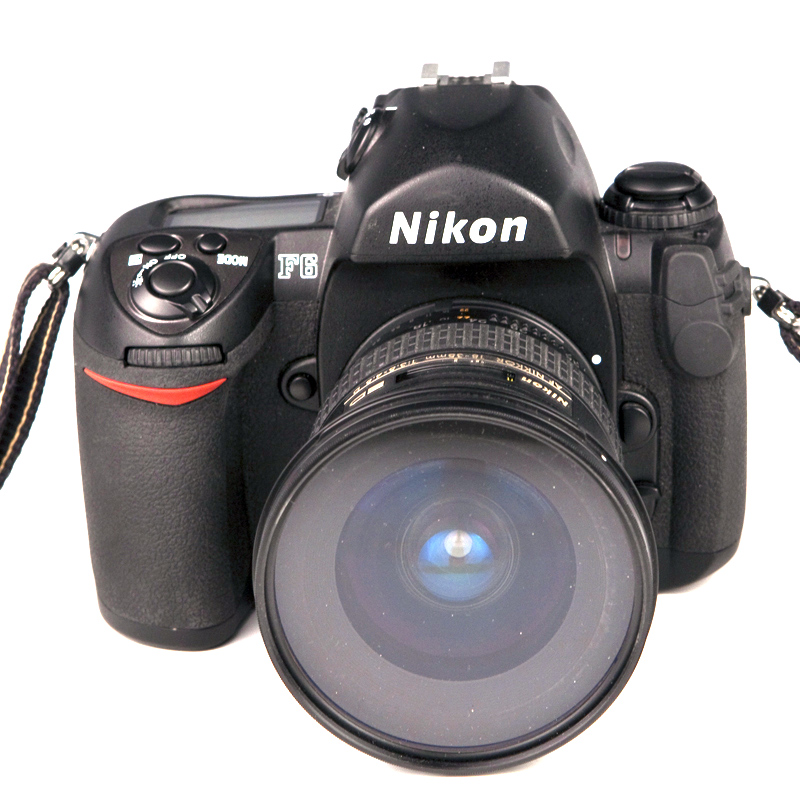
尼康 F6

尼康 F6是日本尼康照相机公司于2004年发布的第六代－也是最后一代－顶级的35毫米胶卷单镜反光相机。

## 特點
从1959年尼康发布顶级35毫米单镜反光相机以来，其后又发布了F2（1971年），F3（1980年），F4（1988年），F5（1996年）。被称为单数字F系列的顶级专业相机的发布时间间隔均为8年左右。2004年9月，尼康发布了F6，同时宣称其为最后一代（The Ultimate F）。
尼康F6集成了尼康照相机机身技术的大成，达到35毫米照相机机身功能的极致。它有以下特点：
1. 与尼康F5相比，F6不可换取景器，被认为是F6的最大缺点
2. 与尼康F5相比，F6具有分体式手柄MB-40，提供更加灵活的身形。
3. 采用尼康D2系列数码相机的机身。
4. 可储存多达54卷胶卷的拍摄资料，可使用MV-1读卡器导出。
5. 后背有大尺寸液晶屏以显示拍摄数据。
6. 可储存符合AI-S标准的镜头的最大光圈和焦距，进而可以使用矩阵测光。
7. 具备手动回卷摇柄。
8. 是唯一支持尼康闪光创意系统(CLS)的胶卷相机。
9. 11个对焦点（其中9个位十字形对焦点）。